# KOSPI
KOSPI (Korea Stock Price Index) to południowokoreański indeks giełdowy.
- KOSPI 50 - 50 spółek o największej kapitalizacji
- KOSPI 200 - 200 spółek o największej kapitalizacji